# Telemann-Werke-Verzeichnis
Das Telemann-Werke-Verzeichnis (TVWV und TWV) ist das Verzeichnis der Werke des Komponisten Georg Philipp Telemann. Es besteht aus Gründen der Publikationsgeschichte aus zwei komplementären Teilverzeichnissen.
Das eine Verzeichnis ist das Telemann-Vokalwerke-Verzeichnis (TVWV), das in seiner ursprünglichen Form von dem Musikwissenschaftler  Werner Menke (1907–1993) in den Jahren 1932–1942 erarbeitet wurde. Da in den Kriegs- und Nachkriegsjahren eine Publikation zunächst nicht möglich war, existiert die Erstfassung nur in Form von zwanzig maschinengeschriebenen Bänden, die in wenigen Exemplaren u. a. in der Universitätsbibliothek Johann Christian Senckenberg in Frankfurt am Main vorhanden sind.
Ab 1960 erstellte der Musikwissenschaftler Martin Ruhnke im Auftrag des Bärenreiter-Verlags ein Werkverzeichnis Telemanns, das sich auf die Instrumentalwerke konzentrierte. Er wählte die Form eines thematisch nach Werkgruppen gegliederten Verzeichnisses nach dem Vorbild des Hoboken-Verzeichnisses der Werke Joseph Haydns. 1965 wurde eine Einigung mit Werner Menke erzielt, nach der dieser den ersten Teil des Telemann-Werke-Verzeichnisses herausgeben sollte. Dazu waren die Vokalwerke, abweichend von Menkes ursprünglicher Bibliographie, nach Gattungen zu untergliedern.
Da der ursprünglich vorgesehene Veröffentlichungszeitplan nicht eingehalten werden konnte, war Menke nicht mehr bereit, seine beiden Bände im Rahmen des TWV des Bärenreiter-Verlags herauszubringen, und veröffentlichte sie 1982/83 separat im Verlag Vittorio Klostermann. Die gemeinsam vereinbarten Gliederungsprinzipien wurden allerdings beibehalten; daher bilden das TVWV (Werkgruppen 1–25) und das 1984–99 publizierte TWV (Werkgruppen 30–55) gemeinsam das vollständige Verzeichnis der Werke Telemanns mit überschneidungsfreier Nummerierung.
| TVWV   | Bezeichnung                                                             |
| Abt. 1 | Geistliche und gemischte geistlich/weltliche Vokalmusik                 |
| ------ | ----------------------------------------------------------------------- |
| 1      | Cantaten zum gottesdienstlichen Gebrauch                                |
| 2      | Cantaten zu Kircheneinweihungen                                         |
| 3      | Musik zur Einführung von Predigern                                      |
| 4      | Cantaten zu Trauerfeiern                                                |
| 5      | Passionsoratorien und Passionen                                         |
| 6      | Geistliche Oratorien                                                    |
| 7      | Psalmen                                                                 |
| 8      | Motetten                                                                |
| 9      | Messen, Magnificat und Einzelstücke                                     |
| 10     | Sammlungen                                                              |
| 11     | Cantaten und Serenaden zu Hochzeiten                                    |
| 12     | Kompositionen zu Geburtstagen                                           |
| 13     | Werke zu politischen Feiern                                             |
| 14     | Kompositionen für die Hamburger und Altonaer Schulen                    |
| 15     | Kapitänsmusiken (Oratorien und Serenaden)                               |
| Abt. 2 | Weltliche Vokalmusik                                                    |
| 20     | Weltliche Cantaten                                                      |
| 21     | Opern                                                                   |
| 22     | Einlagen zu Opern anderer Komponisten                                   |
| 23     | Prologe zu Opern                                                        |
| 24     | Weltliche Oratorien                                                     |
| 25     | Lehrwerke, Oden, Lieder usf.                                            |
| TWV    | Bezeichnung                                                             |
| Abt. 3 | Werke für Klavierinstrumente und Laute                                  |
| 30     | Fugen                                                                   |
| 31     | Choralvorspiele                                                         |
| 32     | Suiten                                                                  |
| 33     | Fantasien, Sonaten, Concerti                                            |
| 34     | Menuett-Sammlungen                                                      |
| 35     | Einzelstücke                                                            |
| 36     | Sammelhandschrift D-brd Mbs, Mus. ms. 1579                              |
| 37     | Lustiger Mischmasch                                                     |
| 39     | Werke für Laute                                                         |
| Abt. 4 | Kammermusik                                                             |
| 40     | Kammermusik ohne Generalbass                                            |
| 41     | Kammermusik für 1 Instrument und Generalbass                            |
| 42     | Kammermusik für 2 Instrumente und Generalbass                           |
| 43     | Kammermusik für 3 Instrumente und Generalbass                           |
| 44     | Kammermusik für 4 und mehr Instrumente und Generalbass                  |
| 45     | Polnische Tänze aus der Handschrift Rostock                             |
| Abt. 5 | Orchestermusik                                                          |
| 50     | Sinfonien, Divertimenti, Märsche                                        |
| 51     | Konzerte für 1 Soloinstrument und Begleitung                            |
| 52     | Konzerte für 2 Soloinstrumente und Begleitung                           |
| 53     | Konzerte für 3 Soloinstrumente und Begleitung                           |
| 54     | Konzerte für 4 Soloinstrumente, Streicher und Gb. sowie Gruppenkonzerte |
| 55     | Orchestersuiten                                                         |
| Anh    | Anhang                                                                  |

## Ausgaben
- Werner Menke: Thematisches Verzeichnis der Vokalwerke von Georg Philipp Telemann.
  - Band 1. Vittorio Klostermann, Frankfurt 1982, ISBN 3-465-01512-6; 2. erweiterte Auflage 1988, ISBN 3-465-01835-4 (umfasst die Werkgruppe 1).
  - Band 2. Vittorio Klostermann, Frankfurt 1983, ISBN 3-465-01583-5; 2. Auflage 1995, ISBN 3-465-02829-5 (umfasst die Werkgruppen 2–25).
- Martin Ruhnke: Georg Philipp Telemann: Thematisch-Systematisches Verzeichnis seiner Werke.
  - Band 1. Bärenreiter, Kassel 1984, ISBN 3-7618-0655-8 (umfasst die Werkgruppen 30–41 sowie ein Verzeichnis der Druckpublikationen).
  - Band 2. Bärenreiter, Kassel 1992, ISBN 3-7618-1043-1 (umfasst die Werkgruppen 42–50).
  - Band 3. Bärenreiter, Kassel 1999, ISBN 3-7618-1398-8 (umfasst die Werkgruppen 51–55 und Anh).